# 에디슨 스마트 T1.0
에디슨 스마트 T1.0(Edison Smart T1.0)은 에디슨모터스의 소형 트럭이다.

## 상세

### 1세대 (2021년~2023년)
대한민국 최초의 양산형 전기 1톤 트럭으로, 2017년 대구국제미래자동차엑스포에서 기아 봉고를 기반으로 한 프로토타입 차량이 최초로 공개되었으며, 2018년 제9회 부산국제모터쇼와 2019년 EV 트렌드 코리아에서도 등장하였다. 원래는 2019년 5월에 출시될 예정이었으나, 6월에 출시되는 것으로 변경되었다가, 또 다음해인 2020년 상반기로 연기되었다. 차량 섀시와 플랫폼은 중국에 OEM 방식을 생산해 들여오는 방식이라고 한다.
차량의 전장은 5,210mm, 전폭은 1,780mm, 전고는 2,650mm이다. 프레임 방식의 차체가 적용되며 기본 배터리 용량 51kWh으로 1회 충전에 따른 주행 성능은 200km 안팎이다. 판매 가격은 현대기아의 전기트럭보다 200~400만 원 저렴한 3,000만 원 후반대로 책정될 예정이다. 이에 따라 국고보조금 1,800만 원을 포함해 지방자치단체 보조금까지 지원 받으면 국내 전기트럭 모델 중에 유일하게 1,000만 원대 구매가 가능할 전망이다. 거기에다가 전기자동차인 만큼 공영주차장 주차비, 고속도로 통행료 할인 혜택도 받는다.
전자식주행안정화제어시스템(ESC)을 비롯해 차로이탈경고, 경사로밀림방지, 전방충돌경고 기능 등의 안전사양을 탑재하며, 옵션에 따라 고객 수요가 많은 냉동·냉장 탑차 형태로도 주문 가능하게 출시될 예정이다. 배터리도 옵션사양에 따라 51kWh급 이외 300km 이상 주행이 가능한 대용량 배터리도 제공할 예정이다.
서스펜션은 리프 스프링 방식이 적용되었고, 타이어는 195R15C-8PR형과 5.00R12-8PR형이 적용된다.
2021년 8월 19일에 준공한 에디슨모터스의 군산 오식도동 제2공장 생산을 확정하고, 군산공장 준공 기념식과 함께 제주특별자치도의 시내버스 업체인 삼영교통과 제주여객에 T1.0의 첫 생산분이 인도됐다.
하지만 이후 아무런 소식이 없다가, 2023년 무공해차 통합누리집 보조금 지급 대상에서 제외되면서 사실상 단종된 것이 확인됐다.